# أناستاسيا تاتاريفا
أناستاسيا ألكسييفنا تاتاريفا (الروسية: Анастасия Алексеевна Татарева ؛ من مواليد 19 يوليو 1997) هي لاعبة جمباز إيقاعية روسية. هي بطلة شاملة لمجموعة في دورة الألعاب الأولمبية الصيفية 2016 ، حصلت على الميدالية الذهبية في حدث المجموعة شامل العالمية ثلاث مرات (2015 ، 2017 ، 2018) ، وبطولة شامل لمجموعة الألعاب الأوروبية لعام 2015 ، وبطولة أوروبية ثلاث مرات لمجموعة الحائزة على الميدالية الذهبية الشامل.(2014 ، 2016 ، 2018).

## روابط خارجية
- أناستاسيا تاتاريفا في الاتحاد الدولي للجمباز

- أناستاسيا تاتاريفا في اللجنة الأولمبية الدولية